# باقر أباد (غناباد)
باقر أباد (بالفارسية: باقرآباد) هي قرية تقع في قسم كاخك الريفي (مقاطعة غناباد) في إيران.